# Georgiana Freeman
Georgiana Freeman (ur. 24 marca 1956) – gambijska lekkoatletka specjalizująca się w biegach sprinterskich.
Wystąpiła trzykrotnie na igrzyskach Wspólnoty Narodów – w 1970, 1978 i 1982, zarówno na dystansie 100, jak i 200 metrów. W 1984 wystąpiła na letnich igrzyskach olimpijskich odbywających się w Los Angeles. Rywalizowała w sztafecie 4 × 100 m wraz z Victorią Decką, Jabou Jawo i Amie N’Dow w drugim biegu eliminacyjnym. Gambijki z czasem 47,18 zajęły ostatnie, 6. miejsce, które nie premiowało awansu do biegu finałowego. Wynik uzyskany przez reprezentantki Gambii w Los Angeles jest rekordem kraju w tej konkurencji.
Jej rekord życiowy na dystansie 100 metrów, ustanowiony w 1984 to 12,0 s.